# Shuffle africano
O shuffle, ou shuffle dance, ou shuffle africano, é uma dança dos escravos das plantações americanas, que fundindo-se com o jig irlandês, faz parte da origem do sapateado .

## Histórico
Entendendo que seus escravos conseguem se comunicar pelo ritmo dos tambores, os proprietários os proíbem de usar os tambores  . Além disso, revoltas escravas encontrando uma alavanca com práticas mágicas (vodu) e preocupando toda a sociedade escravista, as autoridades religiosas chegam a ver bruxaria nos passos da dança cruzada e também a proibi-la. Os escravos então inventam uma nova língua. Eles reproduzem seus complexos ritmos ancestrais arrastando (embaralhando) os pés  .
No sul, esses dançarinos logo foram chamados de dançarinos  .
Por ocasião das competições, suas danças combinam com as dos imigrantes de origem irlandesa, escocesa e inglesa . Foi no bairro de Five Points da cidade de Nova York na década de 1830 que o shuffle e o jig irlandês se fundiram  para dar origem ao buck e ao wing. Isso evoluiu até se tornar nos anos 1900-1920 o sapateado moderno , do qual uma etapa básica é chamada de shuffle  .